# Ut-Ma'in
Die Sprache Kag-Fer-Jiir-Koor-Ror-Us-Zuksun (ISO 639-3: gel; auch ət-Ma'in, ut-Ma’in, fakai, fakanchi, fakanci, fakkanci, gelanchi) ist eine platoide Sprache aus der Sprachgruppe der westlichen Kainji-Sprachen, die von insgesamt 36.000 Personen aus der Volksgruppe der Fakachi im nigerianischen Bundesstaat Kebbi gesprochen wird.
Innerhalb der Sprache gibt es zahlreiche verschiedene Dialekte, darunter kag (puku, fakanchi, et-kag), jiir (gelanchi, et-jiir), kur (kere, kar, keri-ni, kelli-ni, kelanchi, kelinci), zuksun (zussun, et-zuksun), ror (et-maror, tudanchi, er-gwar), fer (fere, et-fer, wipsi-ni, kukum), us (et-us) und koor (kulu). Ror und kag sind von der Regierung nicht anerkannte Dialekte, und das Koor wird am wenigsten gesprochen. Die meisten Sprecher gehen dazu über, ihren Kindern Englisch oder Haussa als Muttersprache weiterzugeben. Die Sprache heißt jetzt ut-Ma’in.